# 권경숙
권경숙(權京淑, 1963년 1월 25일 ~ )은 대한민국의 제8·9대 대구광역시 중구의원이다.

## 학력
- 계명문화대학교 사회복지상담과
- 경북대학교 정책대학원 정치리더십 석사과정 재학중

## 경력
- 새누리당 대구광역시당 디지털정당위원회 부위원장
- 새누리당 국민소통위원회 위원
- 제18대 대통령 선거 대구선거대책위원회 위원
- 동인초등학교 체육후원회 총무
- 대구광역시 생활체육회 이사
- 국제라이온스협회 대구지구 문화활동특별위원장
- 안동권씨 대구청·장년회 부회장
- ㈜카피몰데이타시스템 대표이사
- 2018.07 ~ 2022.06 제8대 대구광역시 중구의회 의원
- 2018.07 ~ 2020.07 제8대 대구광역시 중구의회 전반기 부의장
- 2018.07 ~ 2020.07 제8대 대구광역시 중구의회 전반기 도시환경위원회 위원
- 2018.07 ~ 2020.07 제8대 대구광역시 중구의회 전반기 운영행정위원회 위원
- 2018.07 ~ 2020.07 제8대 대구광역시 중구의회 전반기 예산결산특별위원회 위원
- 2018.11 ~ 2019.10 제8대 대구광역시 중구의회 대구시청사현위치건립추진특별위원회 위원장
- 2020.07 ~ 2022.06 제8대 대구광역시 중구의회 후반기 의장
- 제20대 대통령 선거 국민의힘 선대본부조직통합단행자위원회 대구 중구 위원장
- 자유총연맹 회원
- 새마을부녀회 바르게 살기운동 청소년지도위원회 위원
- 국민의힘 전국여성지방의원단 부단장
- 대구아너소사이어티회원
- 2022.07 제9대 대구광역시 중구의회 의원
- 2022.07 제9대 대구광역시 중구의회 전반기 운영행정위원회 위원
- 2022.07 제9대 대구광역시 중구의회 전반기 예산결산특별위원회 위원

## 의원직 제명
- 2023년 11월 제명, 2023년 12월 13일 '제명' 권경숙 대구 중구의원…효력정지 가처분 신청 했고 2024년 1월 인용

## 역대 선거 결과
|  | 21.06% |

|  | 16.18% |